# Comté de Södermanland
Le comté de Södermanland (Södermanlands Län en suédois) est un comté suédois situé au sud-est du pays. Il est voisin des comtés de Östergötland, Örebro, Västmanland, Uppsala, et borde la mer Baltique.

## Province historique
Le comté de Södermanland correspond sensiblement à l’ancienne province historique de Sudermanie, moins les alentours du sud de la capitale qui sont rattachées au comté de Stockholm (Stockholms län)
Pour l’histoire, la géographie et la culture, voir Södermanland

## Administration
Les principales missions du conseil d’administration du comté (Länsstyrelse), dirigé par le préfet du comté, sont de satisfaire aux grandes orientations fournies par le Riksdag et le gouvernement, de promouvoir le développement du comté et de fixer des objectifs régionaux.

## Communes
Le comté de Södermanland est subdivisé en 9 communes (Kommuner) au niveau local :
- Eskilstuna
- Flen
- Gnesta
- Katrineholm
- Nyköping
- Oxelösund
- Strängnäs
- Trosa
- Vingåker

## Villes et localités principales
- Eskilstuna : 64 679 habitants
- Nyköping : 29 891 habitants
- Katrineholm : 21 993 habitants
- Strängnäs : 12 856 habitants
- Oxelösund : 10 870 habitants
- Gnesta : 10 442 habitants
- Vingåker : 8 775 habitants
- Torshälla : 7 612 habitants
- Flen : 6 229 habitants
- Trosa : 5 027 habitants

## Héraldique
Le comté de Södermanland a hérité ses armoiries de la province historique de Sudermanie. Lorsqu'il est représenté avec une couronne royale, il symbolise le conseil d’administration du comté.